# Лампроїт
Лампроїт – багата калієм і магнієм лампрофірова порода вулканогенного або гіпабісального походження, що належить до класу ультракалієвих порід. Звичайно представлена одним або декількома мінералами: олівіном, клінопіроксеном (діопсидом), титановмісним флогопітом, лейцитом, амфіболом (частіше калієвий рихтерит), ортопіроксеном, санідином і склом. Акцесорна фаза може включати прайдерит, апатит, шпінель, перовськіт, вейдит і ільменіт. Можлива наявність також ксенолітів і ксенобластів (включаючи олівін, піроксен, гранат і шпінель) верхньомантійного походження, а також алмазу як рідкісного акцесорію. Лампроїт може мати основний і ультраосновной склад, характеризується високими відношенням K2О/Na2O (більше трьох), вмістом Rb, Sr, Nb, Pb, Th, U і легких елементів групи рідкісних земель. Термін «лампроїт» введений П.Нігглі в 1923 р. і має свою історію (Трегер, 1935 р.; Сахама, 1976 р.; Мітчелл, 1988 р.; Прайдер, Вейд, 1940 р. і ін.). Найповніше визначення, якого ми дотримуємося, належить А.Джейксу[джерело?].

## Різновиди
Лампроїт основний олівін-діопсид-флогопітовий – порода лужного ряду з сімейства основних лампроїтів, складена олівіном (10-25%), діопсидом (18-32%), флогопітом (10-30%), склом (псевдолейцитом і ортоклазом) (7-30%) і домішкою лужного амфіболу (до 5%); різновиди: лампроїт основний олівін-діопсид-флогопітовий рихтеритовий, ортоклазовий, склуватий (верит).
Лампроїт ультраосновний – олівін-діопсидова порода лужного ряду з сімейства ультраосновных лампроїтів, складена олівіном (20-40%), діопсидом (10-27%) і флогопітом (10-25%) з домішкою лейциту (до 10%), лужного амфіболу (до 5%), ортоклазу; різновиди: лампроїт ультраосновний рихтеритовий, ортоклазовий.
Лампроїт ультраосновний олівін-флогопітовий – порода лужного ряду з сімейства ультраосновних лампроїтів, складена олівіном (20-40%) і флогопітом (5-30%) з домішкою діопсиду (до 5%) і лейциту (псевдолейциту) (до 2%); різновиди: лампроїт ультраосновний олівін-флогопітовий тетраферифлогопітовий, ортоклазовий.

## Розповсюдження
Провінції лампроїтів відомі тільки на континентах зі зрілою континентальною земною корою, на ділянках зі складною геологічною історією: крайові ділянки давніх платформ з архейським або протерозойським фундаментом, які були залучені до неотектонічних рифтогенних рухів у фанерозої під впливом складчастих поясів, які до них примикають.
Лампроїти у великій кількості виявлені в районі Західного Кімберлі (копальні Кімберлі), у Західній Австралії, вони містять алмази. Особливо багаті алмазом олівінові лампроїти (на відміну від лейцитових).

## Перспективи
Промислове випробовування лампроїтових порід у родовищі Аргайл (Західна Австралія) почалося 1983 року. Вміст ювелірних алмазів складає в середньому 5 карат на тонну. Алмаз із лапроїтів за морфологічними особливостями і набором включень схожий з алмазом із кімберлітів. За сучасними уявленнями алмаз в лампроїтах, як і в кімберлітах, є ксенокристалом. Лапроїтова магма, як і кімберлітова, розглядається як транспортер при доставці алмазу з глибинних зон Землі до поверхні. На сьогодні актуальною є проблема взаємозв'язку лампроїтів і кімберлітів. Оскільки трубки олівінових і лейцитових лампроїтів виявлені в тому ж районі Кімберлі, де вже давно були відомі типові кімберлітові трубки, дайки, сілли. Петрологія й мінералогія лампроїтів – предмет інтенсивних досліджень, результати яких сприятимуть вирішенню низки генетичних проблем. Вони дозволять також розробити критерії пошуку й оцінки алмазоносних лампроїтів у різних регіонах світу і дозволять прогнозувати знахідки цих тіл на інших територіях.